# The Sellout
The Sellout – piąty album studyjny amerykańskiej piosenkarki R&B Macy Gray, wydany 22 czerwca 2010 roku.

## Lista utworów
1. "The Sellout" - 3:58
- Tekst: Macy Gray, Hit-Boy, Chase N. Cashe
- Producent: Hit-Boy, Chase N. Cashe

2. "Lately" - 2:57
- Tekst: Gray, Kaz James, Mellisa "Honey" Larochelle, Lazonate Franklin, Ely Weisfeld, Jamie Almos
- Producent: Kaz James, The Brothers Rise

3. "Kissed It"(feat. Velvet Revolver) - 4:36
- Tekst: Gray, Franklin, Kannon "Caviar" Kross, Corey "Oz" Simon
- Producent: Kross, Simon

4. "Still Hurts"(feat. Romika) - 3:50
- Tekst: Gray, Teedra Moses, Lamar "Kromic" Mitchell, Jared Gosselin
- Producent: Gosselin, Phillip White

5. "Beauty In The World" - 3:50
- Tekst: Gray, Josh Lopez, George Reichart, Kross
- Producent: Gray, Kross, Simon

6. "Help Me" - 4:37
- Tekst: Gray, Rock City, Rodney "Darkchild" Jerkins
- Producent: Jerkins

7. "Let You Win" - 3:57
- Tekst: Gray, Phillip White, Larochelle, Samir Elmehdaoui
- Producent: Gosselin, White

8. "That Man" - 3:33
- Tekst: Gray, Mel Hinds, White, Mitchell
- Producent: White

9. "Stalker" - 2:27
- Tekst: Gray, Tony Hardy
- Producent: Gosselin, White

10. "Real Love"(feat. Bobby Brown) - 4:03
- Tekst: Gray, White, Larochelle, Elmehdaoui, Freddie Moffett, Gosselin
- Producent: Gosselin, White

11. "On & On" - 3:19
- Tekst: Gray, Mika Lett, Meelah Williams, Hit-Boy, Don Cannon
- Producent: Hit-Boy, Cannon

12. "The Comeback" - 4:04
- Tekst: Gray, White, Hardy, Gosselin
- Producent: Gosselin, Gray

## Notowania
| Rok  | Notowanie            | Najwyższa pozycja |
| ---- | -------------------- | ----------------- |
| 2010 | OLiS                 | 42                |
| 2010 | US Albums Top 100    | 38                |
| 2010 | Swiss Albums Top 100 | 28                |
| 2010 | World Albums Top 40  | -                 |
| 2010 | Billboard 200        | 38                |